# Солдатенков, Василий Александрович
Василий Александрович Солдатенков (1921 — неизвестно) — советский хоккеист, вратарь. Футбольный судья.

## Биография
16 ноября 1939 года Петроградским районным военкоматом Ленинграда был призван в РККА. Участник Великой Отечественной войны. В сентябре 1943 года в бою из снайперской винтовки убил 18 автоматчиков врага. Был ранен. Награждён медалями «За боевые заслуги», «За победу над Германией в Великой Отечественной войне 1941—1945 гг.», «За взятие Берлина», «За оборону Сталинграда», «За отвагу», орденом Красной Звезды.
Играл за ДО (Ленинград) в первом чемпионате СССР.
В 1940-х — 1950-х годах — футбольный судья. В 1953—1955 годах в качестве главного судьи провёл восемь матчей чемпионата СССР.